# Music Box Dancer
Music Box Dancer ist ein Instrumentalsong von Frank Mills aus dem Jahr 1978. Er besteht aus einem Klavier-Thema, das von einem Orchester begleitet wird.

## Hintergrund
Das Stück war ein großer instrumentaler Popmusik-Hit; alleine die Notenblätter wurden Millionen Male verkauft. Im Gegensatz zu vielen anderen instrumentalen Titeln aus den späten 1970er Jahren, die zu dieser Zeit häufig Popmusik-Hits wurden, ist Music Box Dancer nicht disko-orientiert.
Der Song wurde von Frank Mills bereits 1974 geschrieben und aufgenommen, aber erst 1978 als Single herausgegeben. Weihnachten 1978 erreichte die Single die Top Ten der Popmusik-Charts in Europa und Asien. In den USA erschien die Single Ende 1978 und erreichte im April 1979 Platz 3 in den Hot 100. Auch in Europa wurde das Stück ein Hit, erreichte in Deutschland und Österreich die Top 20 und war in der Schweiz sogar fünf Wochen lang die Nummer 1.

## Kommerzieller Erfolg

### Chartplatzierungen
| ChartsChartplatzierungen       | Höchstplatzierung | Wochen |
| ------------------------------ | ----------------- | ------ |
| Deutschland (GfK)              | 12 (18 Wo.)       | 18     |
| Österreich (Ö3)                | 16 (8 Wo.)        | 8      |
| Schweiz (IFPI)                 | 1 (16 Wo.)        | 16     |
| Vereinigte Staaten (Billboard) | 3 (20 Wo.)        | 20     |

| ChartsJahrescharts (1979)      | Platzierung |
| ------------------------------ | ----------- |
| Schweiz (IFPI)                 | 6           |
| Vereinigte Staaten (Billboard) | 49          |

### Auszeichnungen für Musikverkäufe
| Land/Region               | Auszeichnungen für Musikverkäufe (Land/Region, Auszeichnung, Verkäufe) | Verkäufe |
| ------------------------- | ---------------------------------------------------------------------- | -------- |
| Kanada (MC)               | Gold                                                                   | 75.000   |
| Vereinigte Staaten (RIAA) | Gold                                                                   | 500.000  |
| Insgesamt                 | 2× Gold ·                                                              | 575.000  |

## Versionen
Bis heute wurde das Lied in zahlreichen unterschiedlichen Versionen aufgenommen. Darunter befinden sich bekannte Pianisten wie Richard Clayderman, Floyd Cramer und Roger Williams. Auch Orchesterversionen, unter anderen von James Last, wurden produziert. Roberto Delgado nahm eine Calypso-Version auf, während in Schweden eine Akkordeon-Version erschien. Ebenso wurde die Melodie gepfiffen und auf Japanisch gesungen. Darüber hinaus gibt es eine deutschsprachige Version, gesungen von Marion Maerz mit einem von Peter Orloff geschriebenen Text.